# Glypta epiblemae
Glypta epiblemae là một loài tò vò trong họ Ichneumonidae.